# Аеропорт Маунт-Кук
Аеродром Маунт-Кук (IATA: MON, ICAO: NZMC, англ. Mount Cook Aerodrome)— аеропорт, який розташований поблизу села Маунт-Кук, Нова Зеландія. Аеропорт був відкритий 3 травня 1936 року.
Аеропорт Маунт-Кук (NZMC) розташований на території національного парку Маунт-Кук, де знаходяться найвищі гори Нової Зеландії та найбільші льодовики.
За 16 км на південь знаходиться аеродром Глентаннер (NZGT), розташований у північній частині озера Пукакі.
Обидва ці аеропорти використовуються як бази для польотів у горах на літаках і вертольотах до різних гірських хатин і льодовиків, розташованих на території національного парку.

## Історія
3 травня 1936 року туристична компанія Mount Cook побудувала невеликий аеродром на території національного парку Маунт-Кук. Авіакомпанія Mount Cook Airlines розпочала регулярні пасажирські рейси у 1961 році.
У 2002 році авіакомпанія припинила комерційні рейси.
З 23 грудня 2012 року по 27 січня 2013 року дочірня компанія Air New Zealand Mount Cook Airline тричі на тиждень виконувала рейси з Маунт-Кука до Крайстчерча, та аеропорту Квінстаун. Air New Zealand вирішила не відновлювати послуги влітку з 2013 року по 2014 рік через відсутність попиту.
В грудні 2019 року авіакомпанію Mount Cook приєднали до Air New Zealand і вона припинила свою діяльність.